# 살리흐 알샤라바티
살리흐 살라흐 알샤라바티(아랍어: صالح صلاح الشرباتي‎, 1998년 9월 12일~)는 요르단의 태권도 선수이다. 2018년 아시안 게임에서 남자 80kg급 동메달을 획득했고, 2020년 하계 올림픽에서 80kg급 은메달을 획득했다.